# Dwayne Morton
Dwayne Lamont Morton (Louisville, 10 agosto 1971) è un ex cestista statunitense, professionista nella NBA e in Europa.

## Carriera
È stato selezionato dai Golden State Warriors al secondo giro del Draft NBA 1994 (45ª scelta assoluta).

## Palmarès
- McDonald's All-American Game (1990)
- Campionato Inglese (1999)
- Campione USBL (1996)
- Difensore dell'anno in Bulgaria (2003, 2007)
- Coppa di Bulgaria: 1

Levski Sofia: 2009